# Educación en los Países Bajos

Niveles de educación en los Países Bajos.

La educación en los Países Bajos está orientada a las necesidades y formación del estudiante. La educación está segmentada en grupos de edades y niveles educativos diferentes. Las escuelas están además divididas en públicas, especiales (religiosas), y generales (neutrales), a pesar de que existen también algunos colegios privados. La escala neerlandesa de calificación va de 1 (muy pobre) a 10 (excelente).
El Informe PISA, coordinado por la Organización para la Cooperación y el Desarrollo Económicos (OCDE), ubicó en 2012 a la educación de los Países Bajos por encima de la Media OCDE, con la 6° ubicación en matemáticas, 12° en ciencias y 13° en habilidad lectora, a nivel mundial.

## Visión general
La política educativa está coordinada por el Ministerio Neerlandés para la Educación, Cultura y Ciencia, conjuntamente con los gobiernos municipales.
La Educación obligatoria (leerplicht) en los Países Bajos comienza a partir de los cinco años, pero en la práctica, muchos padres matriculan a sus niños desde los cuatro años. A partir de los dieciséis años, existe una educación obligatoria parcial (partiële leerplicht), lo cual significa que un alumno tiene que participar de alguna forma de educación por lo menos dos días por semana. Dicha educación obligatoria finaliza a partir de los dieciocho años o cuándo se consiga un grado.
Las escuelas públicas, especiales (religiosas), y generales (neutrales) son financiadas por el gobierno. A pesar de que son oficialmente gratuitas, estas escuelas pueden pedir una contribución por parte de los padres (ouderbijdrage). Los colegios privados se mantienen con sus propios recursos. La monarquía neerlandesa tradicionalmente ha asistido a escuelas especiales o públicas. Las escuelas públicas están controladas por los gobiernos locales. Las escuelas especiales están basadas en una religión particular; los que suponen la igualdad entre religiones se conocen como escuelas generales. Estas diferencias se presentan en todos los niveles de educación.
Como resultado de esto, puede haber escuelas elementales, secundarias y universidades católicas, protestantes, judías y musulmanas. En la práctica, hay poca diferencia entre las escuelas especiales y las públicas, excepto en las áreas tradicionalmente religiosas del «Cinturón bíblico» neerlandés. Todos los tipos de escuelas (públicas, especiales y privadas) están bajo la jurisdicción de un cuerpo de gobierno llamado Inspectie van het Onderwijs (Inspectoría de Educación, también conocida como Onderwijsinspectie) que puede reclamar un cambio en su política y calidad educativas, a riesgo de ser clausuradas.
En las escuelas elementales y secundarias, los alumnos son evaluados anualmente por un equipo de profesores, quiénes determinan si adelantaron bastante para ser promovidos al grado próximo, o en caso contrario, repetir el año (blijven zitten, literalmente, "esperar sentado"), lo cual tiene un gran impacto en la vida del alumno, afectando sus contactos sociales y alargando su periodo educativo. Esta decisión no es tomada a la ligera y existen mecanismos para evitar la repitencia, como son la enseñanza terapéutica y otras formas de tutoría. Como resultado, repetir un año es poco común, pero sucede más a menudo en las escuelas elementales que en las secundarias. A los niños intelectualmente más dotados, en ocasiones se les concede la oportunidad de adelantar un año entero, aun así, esto también pasa raramente y solo en las escuelas elementales.

## Educación escolar

### Escuela elemental
De cuatro a doce años los niños asisten a la escuela elemental (basisschool; literalmente, "escuela básica"). Esta escuela tiene ocho grados o grupos, que van del groep 1 hasta el groep 8. La asistencia no es obligatoria hasta el groep 2 (cinco años), pero casi todos los niños comienzan la escuela a los cuatro años (en el grupo 1). Los grupos 1 y 2 eran instituciones separadas, semejantes a las guarderías (kleuterschool), hasta que en 1985 se fusionaron con las escuelas elementales.
Desde el grupo 3 en adelante, los niños aprenden cómo leer, escribir y hacer aritmética. Muchas escuelas enseñan inglés en los grupos 7 y 8, pero algunos empiezan temprano, desde el grupo 4. En el grupo 8, la mayoría de escuelas gestiona una prueba de aptitud llamada Cito Eindtoets Basisonderwijs (literalmente, "CITO examen final de educación primaria", a menudo abreviado como Citotoets, desarrollado por el Centraal instituut voor toetsontwikkeling (Instituto Central para Desarrollo de Exámenes), el cual está diseñado para recomendar el tipo de educación secundaria más conveniente para un alumno. En años recientes, esta prueba ha ganado bastante relevancia, pero la recomendación del profesor del grupo 8, junto con la opinión del alumno y la de sus padres, son un factor preponderante a la hora de escoger el tipo correcto de secundaria.
El examen CITO no es obligatorio, algunas escuelas en cambio gestionan el Nederlandse Intelligentietest voor Onderwijsniveau ("Examen neerlandés de inteligencia para nivel educativo", normalmente abreviado a NIO-toets) o el Schooleindonderzoek ("Examen final escolar").
Un número considerable de escuelas elementales se basa en alguna filosofía educativa particular, como es el caso del Método Montessori, Plan Pestalozzi, Plan Dalton, Plan Jena, o Freinet. La mayoría de estas escuelas son públicas, pero algunas escuelas especiales también se basan en una de estas filosofías educativas.

### Escuela secundaria

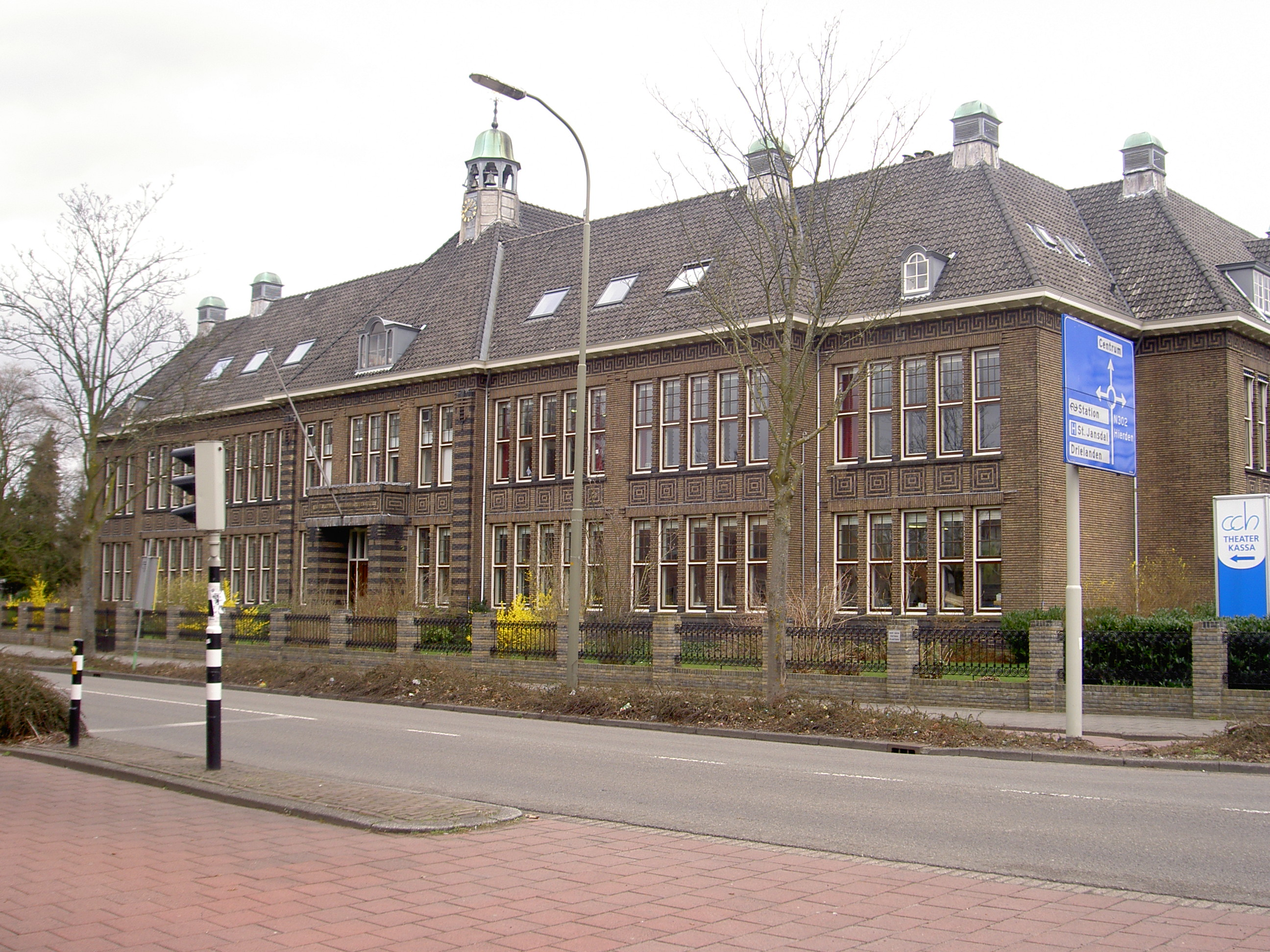
Christelijk College Nassau-Veluwe. Enseña HAVO, VWO, Gymnasium.

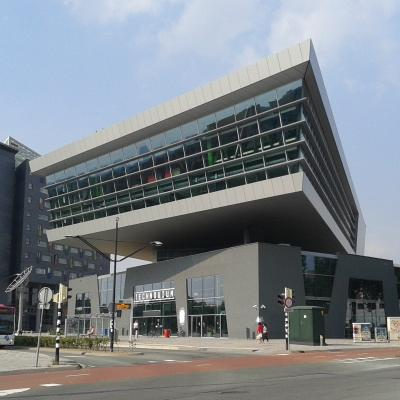
Technovium, escuela técnica vocacional en Nimega.

Después de asistir a la educación elemental, los alumnos neerlandeses (aproximadamente a los 12 años) van directamente a la secundaria (voortgezet onderwijs), desarrollada como una especie de preparatoria. Según el consejo de la escuela elemental y los resultados del Examen CITO, el alumno y sus padres pueden elegir entre cualquier VMBO, HAVO o VWO. Cuándo no está claro qué tipo de la educación secundaria es la más conviene, o si los padres insisten en que su hijo asista a un nivel más alto que el recomendado, existe un año de orientación para determinar cuál estudiar: VMBO/HAVO y HAVO/VWO. Al final del año, el alumno continuará con su formación normal de cualquier nivel. Para HAVO/VWO, puede haber un segundo año de orientación adicional. Una secundaria puede ofrecer uno o más niveles de educación, en una o varias sedes.
Desde que el sistema educativo neerlandés no cuenta con escuelas de enseñanza media, que enlacen la primaria con la preparatoria, el primer año de todos los niveles en las secundarias neerlandesas se denomina el brugklas (literalmente, "clase puente"), el cual tiene la función de conectar ambos sistemas. Durante este año, los alumnos aprenderán gradualmente a lidiar con las diferencias entre los sistemas educativos.
Es posible que los alumnos que hayan logrado el diploma VMBO, asistan un año más en el HAVO y rindan el examen correspondiente, y también, alumnos con un diploma HAVO, sigan otro año adicional en el VWO para obtener este diploma. Esto se realiza con el fin de conceder a los alumnos el acceso a un nivel más adelantado de educación secundaria. Por ejemplo, cuando un alumno brillante -pero poco motivado en la etapa elemental- es enviado al VMBO, puede ser que más adelante descubra su potencial o adquiera el deseo de conseguir en el futuro un mejor nivel educativo (universitario), el alumno aún puede alcanzar un nivel más alto trasladándose al HAVO.
Existe también un sistema que permite colocar a los alumnos a un nivel más bajo de educación. Cuándo por ejemplo un alumno ha sido matriculado en un nivel secundario que no pueda hacer frente, o cuando carece de interés para esforzarse en su educación, puede ser enviado de VWO a HAVO, de HAVO a VMBO, y de cualquier nivel de VMBO a un nivel más bajo de VMBO.

#### VMBO
En el VMBO (voorbereidend middelbaar beroepsonderwijs, que traducido sería "Preparatoria de nivel medio de educación aplicada") la educación dura cuatro años, de la edad de doce a dieciséis. Combina la formación vocacional con educación teórica en lenguaje, matemáticas, historia, artes y ciencias. Sesenta por ciento de los estudiantes nacionalmente están matriculados en el VMBO. El alumnado puede escoger entre cuatro niveles diferentes de VMBO. No todos los niveles son necesariamente enseñados en el mismo instituto. 
- Theoretische leerweg (VMBO-TL, que se puede traducir como "Ruta de aprendizaje teórico") anteriormente era conocido como "MAVO", tiene la participación más grande de educación teórica. Preparada para futuros mandos medios y para el nivel MBO de educación superior, y permite a los estudiantes para reanudar la formación profesional en el nivel HAVO.[5]
- Gemengde leerweg (VMBO-GL, o "Ruta de aprendizaje combinado") es un nivel entre VMBO-TL y VMBO-KL.
- Kaderberoepsgerichte Leerweg (VMBO-KL, o "Ruta de aprendizaje orientado a la administración media") se compone de una cantidad igual de educación teórica y formación vocacional. Preparada para formar mandos medios y para el nivel MBO de educación superior.
- Basisberoepsgerichte Leerweg (VMBO-BB, o "Ruta de aprendizaje orientado a la administración básica") enfatiza la formación vocacional y prepara para el nivel MBO.
- Praktijkonderwijs ("educación práctica") principalmente consta de formación vocacional. Se adapta a los alumnos que de otro modo no serían capaces de obtener un diploma VMBO. Este tipo de formación tiene por objeto permitir a los alumnos ingresar directamente al mercado laboral.

De todos los niveles, el Leerwegondersteunend onderwijs ("Ruta de aprendizaje de apoyo educativo") está adaptado a aquellos alumnos con problemas educativos o de conducta. Las clases son pequeñas e impartidas por profesores especializados.

#### Educación secundaria selectiva
Además de la educación del nivel VMBO, existen otros dos niveles en donde la calidad educativa y la exigencia son más altas. Estos son el HAVO (con una duración de cinco años) y el VWO (seis años). Los alumnos son matriculados según su capacidad, y a pesar de que VWO es más riguroso, ambos HAVO y VWO puede ser caracterizados como tipos selectivos de educación secundaria. El diploma HAVO, es el requisito mínimo para admisión a las HBO (universidades de ciencias aplicadas), mientras que la currícula del VWO prepara a los alumnos para la universidad. Solo el diploma VWO permite el acceso a las WO (universidades de investigación).
Los primeros tres años de ambos HAVO y VWO se llaman basisvorming ("formación básica"). Todos los alumnos siguen los mismos temas: lenguas, matemática, historia, artes y ciencias. Los últimos dos años de HAVO y los tres años de VWO, se definen como segunda fase (tweede fase) o educación secundaria superior. Esta parte del programa educativo permite la diferenciación a través de agrupaciones temáticas que se designan como "perfiles" (profielen). Un perfil es un conjunto de diferentes temas que compondrán la mayor parte del calendario del alumno. Se hace hincapié en el área específica de estudio en la cual el alumno se especializa. En comparación con el HAVO, el nivel de dificultad del VWO es mayor, además tiene una duración de tres años en lugar de dos. Los alumnos deben elegir uno de los cuatro perfiles hacia el final de su tercer año:
- Cultuur en Maatschappij (C&M, literalmente "cultura y sociedad") enfatiza las artes y lenguas extranjeras (francés, alemán y menos frecuentemente español, ruso, árabe y turco). En la provincia de Frisia también se enseña el frisón occidental. Las clases de matemática, se enfocan en la estadística y la estocástica. Este perfil prepara para formación artística y cultural.
- Economie en Maatschappij (E&M, literalmente "economía y sociedad") enfatiza las ciencias sociales, economía, e historia. Las clases de matemática, se centran en la estadística y la estocástica. Este perfil prepara para las ciencias administrativas y económicas.
- Natuur en Gezondheid (N&G, literalmente "naturaleza y salud") pone énfasis en la biología y las ciencias naturales. Las clases de matemática se centran en el álgebra, geometría y cálculo. Este perfil es necesario de atender formación médica y de ciencias biológicas.
- Natuur en Techniek (N&T, literalmente "naturaleza y tecnología") enfatiza las ciencias naturales. Las clases de matemática abarcan el álgebra, geometría y cálculo. Este perfil es necesario para las carretas tecnológicas y demás ciencias naturales.

Cada perfil está diseñado para preparar alumnos en áreas específicas del nivel superior. Algunos HBO y WO requieren un perfil concreto de conocimiento como prerrequisito. Por ejemplo, uno no puede estudiar ingeniería sin haber logrado un certificado en física en el nivel educativo secundario. Aparte de los temas en el perfil, la currícula está compuesto de un segmento obligatorio que incluye neerlandés, inglés y algunos temas menores, así como un segmento de elección libre, en el que los alumnos puedan escoger dos o más temas de otros perfiles.

##### HAVO
El HAVO (hoger algemeen voortgezet onderwijs, que se traduciría como "Educación Continua General Avanzada") tiene cinco grados y dura generalmente hasta los 17 años. Un diploma HAVO proporciona acceso al nivel HBO (Universidad técnica) de educación superior.

##### VWO
El VWO (voorbereidend wetenschappelijk onderwijs, que se puede traducir como "Preparatoria de Educación Académica") tiene seis grados y dura típicamente hasta los dieciocho años. Un diploma VWO proporciona acceso a la formación WO (universidades de investigación). Está dividido en Atheneum y Gimnasio. Un programa de Gimnasio es similar al Atheneum, excepto que el primero son obligatorios el latín y el griego. No todas las escuelas enseñan las lenguas antiguas durante los primeros tres años de formación básica.
VWO-Plus, también conocido como Atheneum-plus, VWO+ o Lyceum, ofrece cursos extra como filosofía, lenguas extranjeras adicionales y cursos para introducir alumnado en la búsqueda del saber. Algunas escuelas ofrecen VWO bilingües (Tweetalig VWO, o TVWO), donde la mayoría de las lecciones es enseñada en inglés.

##### VAVO
VAVO (Voortgezet algemeen volwassenen onderwijs, Literalmente "Educación Adulto General Extendida") es una escuela de adultos, que enseña VMBO/MAVO, HAVO o VWO, para estudiantes que no pudieron en otro tiempo recibir su diploma.

## Educación superior

### MBO
El MBO (Middelbaar beroepsonderwijs, cuya traducción sería "Educación Aplicada de Nivel Medio") está orientado a la formación vocacional. Muchos alumnos con diploma VMBO asisten al MBO. El MBO dura uno a cuatro años, dependiendo del nivel. Existen 4 niveles para el estudiante:
- MBO Nivel 1: Formación Profesional Básica (FPB): Dura un máximo de 2 años y está dirigido a tareas básicas y operativas. Permite el acceso a la FP de Grado Medio.
- MBO Nivel 2: Ciclo Formativo de Grado Medio (CFGM): Dura 2 años y capacita para realizar tareas ejecutivas en un ámbito profesional específico.
- MBO Nivel 3: Ciclo Formativo de Grado Medio (CFGM) con mayor autonomía: No existe una diferenciación clara en España entre MBO 2 y MBO 3, pero este último se asemeja a un Grado Medio con mayor énfasis en la autonomía laboral.
- MBO Nivel 4: Ciclo Formativo de Grado Superior (CFGS): Dura 2 años y permite acceder a trabajos con mayor responsabilidad. También da acceso directo a la universidad, similar a cómo el MBO 4 permite ingresar a una HBO en los Países Bajos.

En todos los niveles de MBO se ofrecen dos alternativas: una educación escolarizada, en donde el entrenamiento dentro de una compañía constituye del 20% al 59% del currículum, o una educación de aprendizaje, que representa más del 60% del tiempo de estudio. Ambas alternativas permiten obtener la misma certificación. El alumnado del MBO está comprendido mayoritariamente entre los 16 y 35 años.
Después de concluir satisfactoriamente el MBO (4 años), los alumnos pueden matricularse en el HBO o ingresar al mercado laboral. Una gran cantidad de estudios de MBO se ofrece normalmente en un Regionaal opleidingen centrum (ROC o "Centro Regional de Educación"). La mayoría de los ROC se concentra en las ciudades más grandes, siendo la excepción las escuelas que ofrecen estudios especializados de MBO en agricultura, así como las escuelas para alumnos con dificultades de aprendizaje, que requieren formación en pequeños grupos o en un nivel individual.

### Educación universitaria
La educación universitaria en los Países Bajos, se ofrece en dos tipos de instituciones: universidades de ciencias aplicadas (hogescholen o HBO), abiertas a los graduados de HAVO y VWO, y las universidades de investigación (universiteiten o WO), que reciben únicamente a los graduados de VWO. El anterior tipo comprende a las instituciones generales y aquellas que se especializan en un campo particular, como la agricultura, las artes plásticas y escénicas, o para recibir formación educativa, mientras que el segundo comprende doce universidades generales, así como tres universidades técnicas.
Desde septiembre de 2002, el sistema educativo universitario en los Países Bajos se ha organizado en torno a un sistema de tres ciclos que consta de licenciatura, maestría y doctorado, para conformar y estandarizar la enseñanza tanto en la HBO como en la WO de acuerdo con el Proceso de Bolonia. Al mismo tiempo, el sistema de crédito ECTS fue adoptado como una manera de cuantificar la carga de trabajo del estudiante. Bajo la ley neerlandesa, un crédito representa 28 horas del trabajo y 60 créditos representa un año de estudios de dedicación exclusiva.
Estos tres programas de grado difieren en cuanto al número de créditos requeridos para completar el programa y el grado que es otorgado. Un bachiller del programa WO requiere haber concluido 180 créditos (3 años) y los graduados que obtienen el grado de Bachelor of Arts, Bachelor of Science o Bachiller de grado de Leyes, dependiendo de la disciplina. Un Bachiller del programa HBO requiere la conclusión de 240 créditos (4 años), y los graduados obtienen un grado que indica su campo de estudio, por ejemplo Bachiller de Ingeniería (B. Ing.) o Bachiller de Enfermería.
Los programas de Maestría en el nivel WO mayormente requieren la conclusión de 60 o 120 créditos (1 o 2 años). Algunos programas requieren 90 (1.5 años) o más de 120 créditos. En ingeniería, agricultura, matemática, y ciencias naturales, 120 créditos son siempre requeridos, mientras que en medicina veterinaria o farmacia la maestría requiere de 180 créditos (3 años). Los graduados obtienen el grado de Maestría en Artes, Maestría en Ciencias, Maestría en Leyes o el grado no reconocido legalmente de Maestría en Filosofía, dependiendo de la disciplina. Los programas de Maestría en el nivel HBO requieren la conclusión de 60 a 120 créditos, y los graduados obtienen un grado que indica el campo de estudio, por ejemplo Maestría en Trabajo Social. 
Las universidades de los Países Bajos cobran tasas de matrícula a todos los estudiantes. Para los estudiantes de los Países Bajos, la UE, el EEE y Surinam, todas las universidades cobran las tasas de matrícula reglamentarias o alrededor de 2200 euros al año (2022). Estudiantes internacionales de fuera de Europa, las tarifas pueden variar entre programas y universidades, y normalmente oscilan entre 6000 y 20 000 euros al año.
El doctorado es ofrecido solamente por las universidades de investigación, que da el derecho a una persona a utilizar el título de Doctor (Dr.).

#### HBO
El HBO (Hoger beroepsonderwijs o "Educación Profesional Superior") está orientado al aprendizaje superior y la formación profesional. Después del HBO (típicamente 4 a 6 años), los alumnos se pueden matricular en una maestría (1–2 años) o ingresar al mercado de trabajo. En algunas ocasiones, un alumno con un diploma MBO o VWO recibe exenciones para ciertos cursos, lo que le posibilita hacer el HBO en tres años. El HBO es impartido en universidades vocacionales (hogescholen), las cuales existen unas 60 en los Países Bajos, cada cual ofrece una gran variedad de carreras, con la excepción de algunos especializados en artes o agricultura. Cabe destacar que a los hogescholen no se les permite nombrarse como universidades en neerlandés.

#### WO
El WO (wetenschappelijk onderwijs o "Educación Científica") es enseñado únicamente en universidades de investigación. Está orientado al aprendizaje más alto en las artes o ciencias. Después de finalizado programa de Bachiller (3 años), el alumno puede matricularse en un programa de maestría (1, 2 o 3 años) o ingresar al mercado laboral. Existen tres universidades técnicas, una Universidad Abierta, seis universidades generales y cuatro universidades con especializaciones únicas en los Países Bajos.

## Críticas
El sistema educativo neerlandés divide a los niños en niveles educativos a partir de los 12 años. En el último año de escuela primaria, la prueba denominada Cito Eindtoets Basisonderwijs es tomada para ayudar a escoger el nivel apropiado de formación secundaria. Aunque la recomendación resultante no es vinculante, que tiene gran influencia en el proceso de toma de decisiones. A menos que los tutores identifiquen el problema, en la mayoría de los casos no se realiza un test de inteligencia al niño, lo cual puede dar lugar a que algunos niños inteligentes -que por diversas razones no tuvieron un buen rendimiento en la escuela- sean erróneamente matriculados en niveles inferiores de educación secundaria. Una investigación ha demostrado que el 30% de los niños superdotados son (por error) aconsejados a asistir a la VMBO, el nivel secundario más bajo, al cual son enviados el 60% de los adolescentes de doce años. En este grupo particular, existe un porcentaje más alto que lo normal de deserción escolar.
A pesar de que el test de inteligencia puede ayuda a reducir equivocaciones a la hora de escoger niveles, un estudio reveló que la capacidad mental de los adolescentes puede aumentar o disminuir, y que puede mejorarse con la exposición a los estímulos educativos apropiados.
Otra preocupación es que, a pesar de que los padres tienen el derecho de hacer oír su voz en las decisiones de la escuela, no todos los padres tienen razón en sus decisiones, resultando en oportunidades desiguales para los niños.
A pesar de estas desventajas/riesgos asociadas con la política neerlandesa de temprana separación en niveles, el sistema de educación secundario neerlandés produce muy buenos resultados y está clasificado entre los primeros lugares en comparación con otros países.